# John-Laffnie de Jager
John-Laffnie de Jager (Johannesburg, 17 maart 1973) is een voormalig Zuid-Afrikaans tennisser die tussen 1992 en 2003 uitkwam in het professionele circuit. De Jager was vooral succesvol in het dubbelspel met zeven ATP-toernooi overwinningen en daarnaast stond hij in nog twaalf verloren finales.
Met zijn landgenoot David Adams wist hij in 2000 de troostfinale te bereiken van het olympisch toernooi in Sydney. Daarin verloor het Zuid-Afrikaanse koppel van de Spanjaarden Àlex Corretja en Albert Costa: 6-2, 4-6 en 3-6.

## Palmares
| Legenda                       | Legenda               |
| ----------------------------- | --------------------- |
| Grand Slam                    |                       |
| Olympische Spelen             |                       |
| tot 2009                      | vanaf 2009            |
| Tennis Masters Cup            | ATP Finals            |
| ATP Masters Series            | ATP Tour Masters 1000 |
| ATP International Series Gold | ATP Tour 500          |
| ATP International Series      | ATP Tour 250          |

### Dubbelspel
| Nr.                           | Datum             | Toernooi             | Ondergrond    | Partner             | Tegenstanders in finale             | Score                | Details |
| ----------------------------- | ----------------- | -------------------- | ------------- | ------------------- | ----------------------------------- | -------------------- | ------- |
| Gewonnen finales heren dubbel |                   |                      |               |                     |                                     |                      |         |
| 1.                            | 15 november 1992  | ATP Moskou           | Tapijt (i)    | Marius Barnard      | David Adams Andrej Olchovski        | 6-4, 3-6, 7-6        | Details |
| 2.                            | 16 oktober 1994   | ATP Tel Aviv         | Hardcourt     | Lan Bale            | Jan Apell Jonas Björkman            | 6-7, 6-2, 7-6        | Details |
| 3.                            | 8 oktober 1995    | ATP Toulouse         | Tapijt (i)    | Jonas Björkman      | Dave Randall Greg Van Emburgh       | 7-6, 7-6             | Details |
| 4.                            | 21 februari 1999  | ATP Rotterdam        | Hardcourt (i) | David Adams         | Neil Broad Peter Tramacchi          | 6-7(5), 6-3, 6-4     | Details |
| 5.                            | 20 februari 2000  | ATP Rotterdam        | Hardcourt (i) | David Adams         | Tim Henman Jevgeni Kafelnikov       | 5-7, 6-2, 6-3        | Details |
| 6.                            | 27 februari 2000  | ATP Londen           | Hardcourt (i) | David Adams         | Jan-Michael Gambill Scott Humphries | 6-3, 6-7(7), 7-6(11) | Details |
| 7.                            | 17 mei 2000       | ATP München          | Gravel        | David Adams         | Maks Mirni Nenad Zimonjić           | 6–4, 6–4             | Details |
| Verloren finales heren dubbel |                   |                      |               |                     |                                     |                      |         |
| 1.                            | 24 oktober 1993   | ATP Lyon             | Tapijt (i)    | Stefan Kruger       | Gary Muller Danie Visser            | 3-6, 6-7             | Details |
| 2.                            | 2 oktober 1994    | ATP Bazel            | Hardcourt     | Lan Bale            | Patrick McEnroe Jared Palmer        | 3-6, 6-7             | Details |
| 3.                            | 22 oktober 1995   | ATP Lyon             | Tapijt (i)    | Wayne Ferreira      | Jakob Hlasek Jevgeni Kafelnikov     | 3-6, 3-6             | Details |
| 4.                            | 14 juni 1998      | ATP Halle            | Gras          | Marc-Kevin Goellner | Ellis Ferreira Rick Leach           | 6-4, 4-6, 6-7(2)     | Details |
| 5.                            | 18 oktober 1998   | ATP Wenen            | Tapijt (i)    | David Adams         | Jevgeni Kafelnikov Daniel Vacek     | 5–7, 3–6             | Details |
| 6.                            | 14 februari 1999  | ATP Dubai            | Hardcourt     | David Adams         | Wayne Black Sandon Stolle           | 6–4, 1–6, 4–6        | Details |
| 7.                            | 16 mei 1999       | ATP Rome             | Gravel        | David Adams         | Ellis Ferreira Rick Leach           | 7–6(0), 1–6, 2–6     | Details |
| 8.                            | 21 augustus 1999  | ATP Washington       | Hardcourt     | David Adams         | Justin Gimelstob Sébastien Lareau   | 5–7, 7–6(2), 3–6     | Details |
| 9.                            | 3 oktober 1999    | ATP Toulouse         | Hardcourt (i) | David Adams         | Olivier Delaître Jeff Tarango       | 6–3, 6–7(2), 4–6     | Details |
| 10.                           | 31 oktober 1999   | ATP Stuttgart Indoor | Hardcourt (i) | David Adams         | Jonas Björkman Byron Black          | 7–6(6), 6–7(2), 0–6  | Details |
| 11.                           | 23 september 2001 | ATP Shanghai         | Hardcourt     | Robbie Koenig       | Byron Black Thomas Shimada          | 2-6, 6-3, 5-7        | Details |
| 12.                           | 3 maart 2002      | ATP San José         | Hardcourt     | Robbie Koenig       | Wayne Black Kevin Ullyett           | 3-6, 6-4, [5-10]     | Details |

## Prestatietabel
| Legenda | Legenda                          |
| ------- | -------------------------------- |
| g.t.    | geen toernooi gehouden           |
| l.c.    | lagere categorie                 |
| –       | niet deelgenomen                 |
| G       | uitgeschakeld in de groepsfase   |
| 1R      | uitgeschakeld in de eerste ronde |
| 2R      | uitgeschakeld in de tweede ronde |
| 3R      | uitgeschakeld in de derde ronde  |
| 4R      | uitgeschakeld in de vierde ronde |
| KF      | uitgeschakeld in de kwartfinale  |
| HF      | uitgeschakeld in de halve finale |
| F       | de finale verloren               |
| W       | het toernooi gewonnen            |
| w-v     | winst/verlies-balans             |

### Prestatietabel grand slam, dubbelspel
| Toernooi        | 1992 | 1993 | 1994 | 1995 | 1996 | 1997 | 1998 | 1999 | 2000 | 2001 | 2002 | 2003 |
| --------------- | ---- | ---- | ---- | ---- | ---- | ---- | ---- | ---- | ---- | ---- | ---- | ---- |
| Australian Open | –    | HF   | 2R   | 1R   | 2R   | 1R   | 3R   | 3R   | 2R   | –    | 1R   | 2R   |
| Roland Garros   | –    | 2R   | 1R   | 1R   | 1R   | 1R   | 2R   | 1R   | 1R   | –    | 1R   | –    |
| Wimbledon       | 2R   | 3R   | 1R   | 3R   | 1R   | 2R   | 3R   | 3R   | HF   | 2R   | 2R   | 1R   |
| US Open         | 1R   | 1R   | 3R   | 1R   | 2R   | KF   | HF   | 2R   | 1R   | KF   | –    | 1R   |